# FinFisher
FinFisher (также известно как FinSpy) — программное обеспечение британской компании Gamma Groupu, является программой-шпионом (англ. spyware). Троянская программа, относится к подтипу Remote Access (удаленный просмотр рабочего стола), устанавливается на компьютер жертвы, «притворяясь» доверенным программным обеспечением, занимается отслеживанием данных пользователя.

## История
- В марте 2011 года в ходе Арабской весны вскрылся факт  использования FinFisher правительством Египта. Подтверждением данной информации стал контракт, найденный оппозицией правительства, на лицензионное использование FinFisher стоимостью  €287,000 ($353,000)[2][5].
- В ноябре 2011 года WikiLeaks опубликовала серию видео, наглядно демонстрирующую, как можно использовать FinFisher для получения данных пользователя. В видео показали такие возможности программы как отслеживание активностей пользователей в сети отеля, прерываний скайп-сессий, чтение паролей и приватных файлов[6]. Также WikiLeaks продемонстрировала использование уязвимости iTunes для заражения компьютера пользователя[6][7]. Статья об использованной уязвимости в iTunes была опубликована ещё в 2008 году журналистом Брайоном Кребсом (англ. Brian Krebs), однако к 2011 году компания Apple не устранила её[6][8].
- В апреле 2013 года сообщество Mozilla опубликовало в своем блоге информацию об использовании FinFisher под видом продукта Mozilla Firefox[9].
- В 2014 году Kидане (англ. Kidane), гражданин США, подал иск в суд на Эфиопское правительство о нарушении гражданских прав, об отслеживании личной информации. Агентами правительства Эфиопии было направлено электронное письмо с файлом Word, при нажатии на который, на компьютер Кидане незаметно установилась программа  FinFisher. Программой отслеживались и передавались Эфиопскому правительству такие данные, как просматриваемые web-страницы, электронная переписка, записи скайп-звонков[10][11].

Согласно анализу Моргана Маркус-Боира (англ. Morgan Marquis-Boire), исследователя Citizen Lab университета в Торонто (англ.University of Toronto’s  Munk School of Global Affairs) и Билла Маркзака (англ. Bill Marczak), аспиранта Калифорнийского университета в Беркли более 25 стран использовали программное обеспечение FinSpy к 2013 году. На 2013 год в этот список стран вошли  Австрия, Бахрейне, Бангладеш, Великобритания, Бруней, Болгария, Канада, Чехия, Эстония, Эфиопия, Финляндия, Германия, Венгрия, Индия, Индонезия, Япония, Латвия, Литва , Малайзия, Мексика, Монголия, Нидерланды, Нигерия, Пакистан, Панама, Румыния, Сербия, Сингапур, страны Южной Африки, Турция, Туркмения, Объединенные Арабские Эмираты, Соединенные Штаты, Венесуэла и Вьетнам.
В сентябре 2017 года компания ESET опубликовала информацию о том, что около семи стран пострадало от обновленной версии FinFisher. Для заражения использовалась атака посредника, и, вероятно, в заражении принимали участие крупные интернет провайдеры. По словам аналитика компании при загрузке лицензионного программного обеспечения такого как Skype, WhatsApp, пользователь перенаправлялся провайдером на страницу с фальшивым программным обеспечением.

## Описание
FinFisher предоставляет решение для удаленного отслеживания действий пользователей. Это позволяет правительствам решать задачи мониторинга мобильных целей, которые регулярно меняют местоположение, используют зашифрованные и анонимные каналы связи и поездки на международном уровне.
Для работы программы используется сервер FinSpy Master и сервера FinSpy Relay, которые являются промежуточным звеном  и берут на себя функциональность C&C-cерверов.
Как только FinSpy установлен в компьютерной системе, он будет доступным, как только подключится к Интернету, независимо от того, где в мире система находится.
Продукт FinFisher компании Gamma предоставляет пользователю следующую функциональность:
- Отслеживание онлайн активностей по Skype, Messenger, VoIP, электронной почте, web-страницам;
- Отслеживание активностей в интернете в социальных сетях, блогах, файловых хранилищах;
- Доступ к файлам, хранящимся на жестком диске;
- Использование встроенного в компьютер жертвы оборудования, например, микрофона или камеры;
- Отслеживание местонахождения жертвы[6][15].

Компания Gamma представляет использование программы, как замкнутый цикл из шести пунктов:
- Планирование и определение жертвы;
- Сбор информации;
- Обработка полученной информации;
- Интеллектуальный анализ данных;
- Распространение информации;
- Переоценка[15].

## Поддерживаемые операционные системы
В 2011 году WikiLeaks опубликовала продуктовую документацию FinFisher. На момент 2011 года программой поддерживались следующие операционные системы:
- Microsoft     Windows 2000 Clean / SP1 / SP2 / SP3 / SP4
- Microsoft     Windows XP Clean / SP1 / SP2 / SP3
- Microsoft     Windows Vista Clean / SP1 / SP2 / SP3 (32 Bit & 64 Bit)
- Microsoft     Windows 7 (32 Bit & 64 Bit)
- Mac OS     X  10.6.x
- Linux 2.6[6][7]

## Обновление программы
Программное обеспечение FinFisher устроено таким образом, что все обновления передаются сервером обновлений Gamma через определенный промежуток времени.
Каждое обновление передается зашифрованным файлом. Количество обновлений в год зависит от развития IT индустрии.

## Метод заражения
Для заражения компьютера пользователя распространенным методом является выдача FinFisher за лицензионное доверенное обновление. Наглядным примером такого метода является незаконное использование бренда Mozilla, выплывшее на свет в 2014 году.
В 2017 компания ESET опубликовала подробный анализ FinFIsher. Одна из схем, используемых для заражения — атака посредника. При загрузке лицензионного программного обеспечения пользователь перенаправляется на сайт с фальшивым программным обеспечением. Для изменения ссылки для скачивания используется ответ Tempory Redirect протокола HTTP, который говорит о том, что запрашиваемый контент перенесен на другую страницу. Таким образом, всё изменение происходит «внутри» протокола HTTP, и пользователь не догадывается о подмене.
Также используется отправка сообщений на электронную почту, содержащих файлы, имитирующие обычные документы, но по факту устанавливающие FinSpy. Например, компьютер Кидане (англ. Kidane), гражданина США, пострадавшего от слежки Эфиопским правительством, был заражен посредством запуска фальшивого документа Word .
Продукт FinFisher компании Gamma содержит два компонента:
- FinSpy Master and Proxy — компонент, отвечающий за контроль отслеживаемых систем;
- FinSpy Agent — компонент, отвечающий за графический интерфейс для пользователя[6][7].

## Меры предосторожности и обнаружение
Билл Марчак (англ. Bill Marczak), кандидат наук Калифорнийского университета в Беркли, провел анализ FinFisher и сделал вывод, что стоит опасаться программного обеспечения FinFisher для мобильных устройств.
Программное обеспечение FinSpy Mobile содержит в себе гораздо большую функциональность, чем программное обеспечение FinFisher для компьютера.
В основную функциональность программы для мобильного входит сбор  сообщений, местоположения, списков контактов, записывание данных, поступающих на микрофон и других распространенных функций мобильных устройств.
Чтобы обезопасить себя, пользователю не стоит загружать и открывать файлы от недоверенных отправителей. Также необходимо ограничить доступ к мобильному устройству посторонним людям. Хорошей практикой является установление на устройство пароля.
В 2012 году международный разработчик антивирусного программного обеспечения компания ESET заявила, что троянская программа FinFisher обнаруживается их программным обеспечением и имеет идентификатор «Win32 / Belesak.D».
В 2013 году эксперты из Citizen Lab обнаружили более 25 стран, использующих FinFisher. Для обнаружение использовалась утилита Zmap.
В октябре 2014  Лаборатория Касперского в своем блоге в статье о легальном вредоносном ПО, в число которого входит FinFisher, упоминала, что начиная с Kaspersky Antivirus 6 (MP4)  программное обеспечение FinFisher успешно обнаруживает.
В 2014 году FinFisher было также добавлено в базу данных троянских программ антивируса Dr. Web.